# Sinfonía Nagauta "Tsurukame"
La Sinfonía Nagauta es una sinfonía en un solo movimiento compuesta en 1934 por el compositor japonés Kōsaku Yamada.
Es conocida por mezclar instrumentos tradicionales japoneses, como el Shamisen, con instrumentos de orquesta occidental.

## Descripción
Kōsaku Yamada fue el primer compositor japonés importante que estudió la tradición europea, y el primero en escribir en las formas sinfónica y operística. Fue responsable de introducir al público japonés a gran parte de la tradición orquestal europea a través de su dirección.
Para esta obra, Yamada compuso música para orquesta occidental que se utiliza como contrapunto a una nagauta clásica, la música que acompaña al kabuki. La sinfonía está subtitulada  Tsurukame por el nombre del nagauta que se utiliza. Compuesta en 1857, el texto enaltece al Emperador de Japón y a la Corte Imperial. La sinfonía tiene un solo movimiento con una duración de aproximadamente 17 minutos. 

## Instrumentación
La Sinfonía Nagauta emplea una orquesta y voces occidentales, acompañada de un conjunto de instrumentos musicales tradicionales japoneses.  El conjunto de instrumentos tradicionales japoneses está formado por varios Shamisen e instrumentos de percusión.

## Grabaciones de la obra
- Naxos Records (28 de agosto de 2007)
  - Takuo Yuasa, director
  - La Orquesta Sinfónica Metropolitana de Tokio
  - Touon